# Jochen Haberstroh
Jochen Haberstroh (* 1963 in Kronach) ist ein deutscher Mittelalterarchäologe und Hauptkonservator am Bayerischen Landesamt für Denkmalpflege.

## Leben
Haberstroh studierte bei Walter Sage am Lehrstuhl für Archäologie des Mittelalters und der Neuzeit an der Universität Bamberg. Anfang 1994 wurde er mit einer Dissertation zum Thema „Germanische Funde der Kaiser- und Völkerwanderungszeit aus Oberfranken“ promoviert.
Am 1. Juni 1994 übernahm Haberstroh als wissenschaftlicher Angestellter den Posten des nach Regensburg abberufenen Konservators Michael Hoppe beim Bayerischen Landesamt für Denkmalpflege in der auf Schloss Seehof gelegenen Außenstelle Oberfranken, die unter der langjährigen Leitung von Björn-Uwe Abels stand. In dieser Position blieb er bis 2004. Dann wechselte er als Konservator und Nachfolger von Erich Claßen in das für Oberbayern und München zuständige Referat B I und war dort als Leiter der Dienststelle Ingolstadt tätig. Zum Hauptkonservator ernannt, wurde er 2007 nach München berufen, um dort in Personalunion als stellvertretender Abteilungsleiter und Referatsleiter für praktische Bodendenkmalpflege in Oberbayern und München tätig zu werden. Neben dieser Tätigkeit ist Haberstroh Gebietsreferent für mittelalterliche und neuzeitliche Archäologie.
Der Archäologe ist Mitglied im Verband der Landesarchäologen.

## Schriften (Auswahl)
- Germanische Stammesverbände an Obermain und Regnitz. In: Archiv für Geschichte von Oberfranken 75 (1995), S. 7–38.
- Germanische Funde der römischen Kaiserzeit und Völkerwanderungszeit aus Oberfranken. In: Archäologisches Nachrichtenblatt, 1, 4 (1996), S. 338–345.
- Germanische Funde der Kaiser- und Völkerwanderungszeit aus Oberfranken (= Materialhefte zur bayerischen Vorgeschichte. Fundinventare und Ausgrabungsbefunde 82), Lassleben, Kallmünz 2000, ISBN 3784750826 (= Dissertation)
- Merowingische Funde an der Regnitz. Landesausbau an der Ostgrenze des Frankenreichs.  In: Bayerische Vorgeschichtsblätter 63 (1998), S. 227–263.
- Die merowingischen Grabfunde von Kleinbardorf, Gemeinde Sulzfeld, Landkreis Rhön-Grabfeld. In: Beiträge zur Archäologie in Unterfranken 2000, S. 245–267.
- Der Reisberg bei Scheßlitz-Burgellern in der Völkerwanderungszeit. Überlegungen zum 5. Jahrhundert n. Chr. in Nordbayern. In: Germania 81 (2003), S. 201–258.
- Frühes Mittelalter an der Schutter. Eine klösterliche „cella“ in der „villa rustica“ von Nassenfels, Landkreis Eichstätt; Vorbericht über die Ausgrabungen 2002 bis 2006. In: Germania 87 (2009), S. 221–263.
- Der Fall Friedenhain-Prestovice – ein Beitrag zur Ethnogenese der Baiovaren? In: Hubert Fehr, Irmtraut Heitmeier (Hrsg.): Die Anfänge Bayerns. Von Raetien und Noricum zur frühmittelalterlichen Baiovaria (= Bayerische Landesgeschichte und Europäische Regionalgeschichte 1), St. Ottilien 2014, ISBN 978-3-8306-7548-8, S. 125–148

| Personendaten    | Personendaten                                                                                      |
| ---------------- | -------------------------------------------------------------------------------------------------- |
| NAME             | Haberstroh, Jochen                                                                                 |
| KURZBESCHREIBUNG | deutscher Mittelalterarchäologe und Hauptkonservator des Bayerischen Landesamtes für Denkmalpflege |
| GEBURTSDATUM     | 1963                                                                                               |
| GEBURTSORT       | Kronach                                                                                            |